# Krill (djur)
För andra betydelser, se Krill.
Krill (Meganyctiphanes norvegica) är en kräftdjursart som först beskrevs av Michael Sars 1857.  Krill ingår i släktet Meganyctiphanes och familjen lysräkor. Arten är reproducerande i Sverige. Inga underarter finns listade i Catalogue of Life.

## Bildgalleri

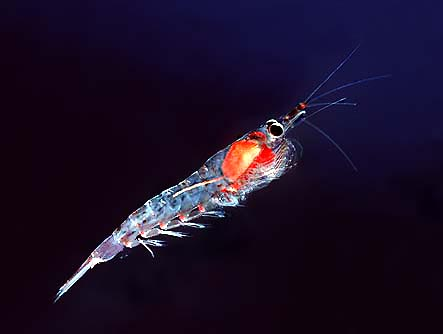